# وداع (ترانه ریانا)
«وداع» (به انگلیسی: Farewell) ترانه‌ای از هنرمند اهل باربادوس ریانا است. این ترانه در آلبوم تاک دت تاک قرار داشت.